# 13 бунара у Ул. Иштвана Кизура на Келебији
13 бунара у Ул. Иштвана Кизура на Келебији изграђени су пре 1788. године и представљају непокретно културно добро као споменик културе.
У последњој трећини 18. века када је Суботица постала слободни краљевски град, када се израђује више катастарских карата о граду и околним пустарама. У овом периоду настало је неколико карти о пустари Келебија. Прву је израдио Карл Л. Ковач 1778. године. На овој карти још нема назначених салаша, али су на њој забалежени најважнији путеви са топонимима, међу којима је назначена и данас постојећа улица (салашки шор) Крнајски пут. Овај топоним потврђује да је породица Крнајски већ средином 18. века живела на Келебији. Њихова породична задруга је већ тада формирала салашарски шор. 
Друга мапа која потиче из 1788. године већ назначава и салаш и бунаре. Ђермови који и данас постоје у улици Иштвана Кизура бушени су током 18. века, то нам потврђује и споменута карта. Бунари нису ископани на ледини, као што је то обично на салашима, него су на регулационој линији улице или тачно испред стамбене зграде. У 18. веку један бунар је вредео више него два салашарска објекта. Ђермови су сличне висине. Сами ђермови су високи у просеку 7 метара, дужина соје је у просеку 4-4,5 метара, а дужина шибе звиси од дубине бунара. Роваш су раније израђивали од дасака, а у новије време од бетона.